# クイズ!バーチャQ
クイズ!バーチャQは、2002年4月27日 - 9月14日の半年間、テレビ朝日系列で毎週土曜19:30 - 20:00 (JST) に放送されていた子供向けクイズ番組である。

## 概要
「アンファンテリブル」が、「賢者」や「魔法使い」、「格闘家」等の設定のゲスト芸能人（クイズ魔人）を相手に、体を張って映像クイズや巨大文字・マッチを使ったクイズで対戦する。なお、使用された問題には『タイムショック21』で使用予定だった問題も含まれている。『タイムショック21』と同じくノンプロダクションが制作協力のプロダクションとしてクレジットされている。

## 番組の設定
西暦2525年、ミラクル大魔王の手下・クイズ魔人スージー&バッシーにさらわれたマーシャ姫を救うために、「アンファンテリブル」という少年少女たちが大宇宙への冒険の旅に出る。そして行く先々でクイズ魔人を相手にクイズ対決を繰り広げる。
しかし、最終回でのミラクル大魔王との直接対決でアンファンが負けてしまい、アンファンはマーシャ姫を助ける事ができず宇宙の彼方へ飛ばされ、最後は巨大化したマーシャ姫がミラクル大魔王とクイズ魔人ごと踏みつぶして終わる形となった。

## 主な出演者
- 浅草キッド ※事実上の進行役
  - 玉袋筋太郎（クイズ魔人スージー）

緑色の顔が特徴。6本腕を持つ。
- - 水道橋博士（クイズ魔人バッシー）

角と顔が付いたシルクハットを着用。スージーと同様の6本腕を持つ。
- 野村真季アナ（マーシャ姫）

囚われの身となっているお姫様。
- 篠井英介（ミラクル大魔王）

マーシャ姫を誘拐した悪の帝王でスージーとバッシーの上司。両手はピンク色のドラゴンのようになっている。
- 杉山邦博（ナレーター）

アンファンテリブル（選ばれし子供）
この番組の主人公的存在。番組中では略されて「アンファン」とも呼ばれる。
- 谷村聡美（SATOMI）
- 蓮沼茜（AKANE）
- 川田浩太（KOTA）
- 荒井祐気（YUKI）（第2回から加入）

## 実施されたクイズ

### 早押し映像問題
- 番組開始当初に1回戦で行われていたクイズ。問題映像は『タイムショック21』の流用。先に規定問先取した方の勝利。

### アナグラム、マッチ棒問題
- 当初は2回戦、後に1回戦で行われていたクイズ。1本がほぼアンファンと同じ大きさのマッチ棒を使った問題やアナグラム問題をアンファンテリブルとクイズ魔人が交互に回答して行く。両者が1回ずつ間違えると、マーシャ姫からヒントが出される。

### 間違い探し問題
- 番組後期に2回戦で行われたクイズ。一定時間ごとに切り替わる映像の中に間違い（書かれている文字が違う、置かれているものが違うなど）を探すクイズ。より多く正解したチームの勝利。

### ファイナルステージ
- 前期は回答権がアンファンテリブルのみで、1回戦と同じ早押し問題が出題される。あらかじめ、1回戦・2回戦で正解した問題の数に応じて制限時間を獲得。1回戦は1問正解につき10秒、2回戦は1問正解につき15秒。5問正解するか、制限時間を使い切ると終了。それまでに分かった答えから連想されるキーワードを解答するファイナルクイズが出題され、それに正解するとアンファンテリブルの勝利、不正解だとスージー達の勝利となる。
- 後期は前半戦で対戦したゲスト2人のタッグと対戦する。また前半戦でアンファンテリブルが負けた回数分の人数が鳥かごに閉じ込められ、回答権が無くなるルールが追加された。5問出題後に前期と同様、出題された5問から連想されるキーワードを当てるファイナルクイズが出題される。より多く正解した方が先に回答権を得て、間違えると相手チームに回答権が移る。また両者不正解の場合、初期は引き分け、後に正解が出るまで続行。先にファイナルクイズに正解した方が勝者となる。

## 特別編
- 7月21日放送分は『激闘!クラッシュギアTURBO』（名古屋テレビ放送・サンライズ制作）との劇場公開に併せ、同時にタイトルを「クイズ!クラッシュギアQ」として特別編を放送。真理野コウタ役の松元恵と万願寺タケシ役の笹沼晃がナレーターとして声のみで出演した。
- 8月17日放送分はアンファンテリブルが出演せず、芸能人が男女2人のペアで対決する特別編を放送。トーナメント形式で予選（アナグラム問題・マッチ棒問題・間違い探し問題を1問ずつ出題）を2戦行い、勝者が決勝ステージへ進出。決勝ステージのルールは、後期のファイナルステージと同様。
- 8月31日放送分は『忍風戦隊ハリケンジャー』の出演者と対戦する特別編を放送。出演したのは塩谷瞬（椎名鷹介/ハリケンレッド役）、長澤奈央（野乃七海/ハリケンブルー役）、山本康平（尾藤吼太/ハリケンイエロー役）、山本梓（フラビージョ役）、福澄美緒（ウェンディーヌ役）の5人で、本来敵対関係である設定のハリケンジャー3人と宇宙忍群ジャカンジャの2人が連合を組んで戦うという、珍しい展開が見られた。この回は、ファイナルステージの鳥かごルールは無かった。

## スタッフ
- 構成：中野俊成、内海邦一、高橋洋二、中丸智司、相澤昇
- クイズ構成：龍田力、小山菊臣、竹西亮
- 協力：オフィス北野
- 制作協力：NCV、NonPro.
- 編成：山本清（テレビ朝日）
- 広報：小久保聡（テレビ朝日）
- ディレクター：本井健吾（テレビ朝日）、植竹克之、渡部祐一、中原嘉仁
- 総合演出：馬越崇史
- プロデューサー：杉村全陽（テレビ朝日）、小柴優（NCV）
- 制作著作：テレビ朝日

## ネット局
| 放送対象地域  | 放送局           | 系列           | 備考   |
| ------------- | ---------------- | -------------- | ------ |
| 関東広域圏    | テレビ朝日       | テレビ朝日系列 | 制作局 |
| 北海道        | 北海道テレビ     | テレビ朝日系列 |        |
| 青森県        | 青森朝日放送     | テレビ朝日系列 |        |
| 岩手県        | 岩手朝日テレビ   | テレビ朝日系列 |        |
| 宮城県        | 東日本放送       | テレビ朝日系列 |        |
| 秋田県        | 秋田朝日放送     | テレビ朝日系列 |        |
| 山形県        | 山形テレビ       | テレビ朝日系列 |        |
| 福島県        | 福島放送         | テレビ朝日系列 |        |
| 新潟県        | 新潟テレビ21     | テレビ朝日系列 |        |
| 長野県        | 長野朝日放送     | テレビ朝日系列 |        |
| 静岡県        | 静岡朝日テレビ   | テレビ朝日系列 |        |
| 石川県        | 北陸朝日放送     | テレビ朝日系列 |        |
| 中京広域圏    | 名古屋テレビ     | テレビ朝日系列 |        |
| 近畿広域圏    | 朝日放送         | テレビ朝日系列 |        |
| 広島県        | 広島ホームテレビ | テレビ朝日系列 |        |
| 山口県        | 山口朝日放送     | テレビ朝日系列 |        |
| 香川県 岡山県 | 瀬戸内海放送     | テレビ朝日系列 |        |
| 愛媛県        | 愛媛朝日テレビ   | テレビ朝日系列 |        |
| 福岡県        | 九州朝日放送     | テレビ朝日系列 |        |
| 長崎県        | 長崎文化放送     | テレビ朝日系列 |        |
| 熊本県        | 熊本朝日放送     | テレビ朝日系列 |        |
| 大分県        | 大分朝日放送     | テレビ朝日系列 |        |
| 鹿児島県      | 鹿児島放送       | テレビ朝日系列 |        |
| 沖縄県        | 琉球朝日放送     | テレビ朝日系列 |        |